# 亨特-萊諾克斯地球儀

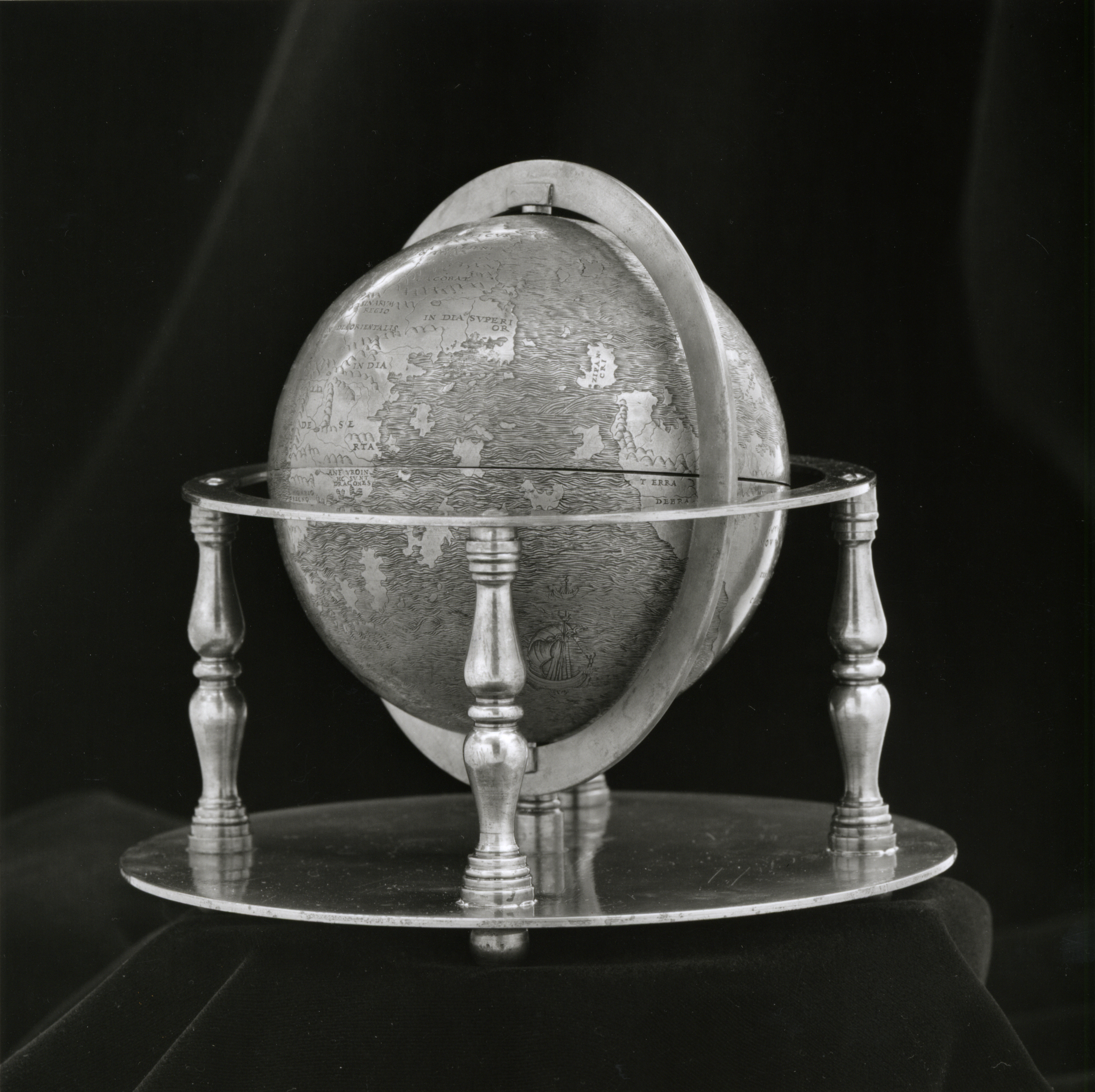
萊諾克斯地球儀

亨特-萊諾克斯地球儀（英語：Hunt–Lenox Globe）或萊諾克斯地球儀，大約可追溯到1510年，是已知第三古老的地球儀，晚於1492年馬丁·貝海姆的Erdapfel，以及與萊諾克斯地球儀系出同源的同型地球儀，可追溯到1504年的原型「鴕鳥蛋地球儀」。亨特-萊諾克斯地球儀由紐約公共圖書館的善本部所收藏。值得注意的是，在已知僅存的兩個歷史地圖實例中，其中一個使用了慣用語「HC SVNT DRACONES」（拉丁語hic sunt dracones的意思是「此處有龍」）。

## 描述

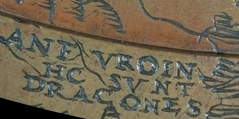
文字「Hic Sunt Dracones」（此處有龍）的特寫

萊諾克斯地球儀是一個空心的紅色銅質地球儀，沒有任何綠色或黑色的銅鏽，尺寸約為直徑112毫米（約4.4英寸），由兩個單獨部分組成，在赤道處連接，並且在兩極處穿孔作為環形球儀的中心。 此處有龍一詞出现在亞洲東岸。 

## 背景
一直到2013年斯特凡·米西納（S. Missinne）發表關於1504年鴕鳥蛋地球儀的文章，萊諾克斯地球儀的建造方法才始為人所知 。1855 年，建築師理查德·莫里斯·亨特在巴黎買下這顆地球儀，並將其交予詹姆斯·萊諾克斯，詹姆斯·萊諾克斯的藏品後來入藏紐約公共圖書館，目前地球儀仍保管在那。

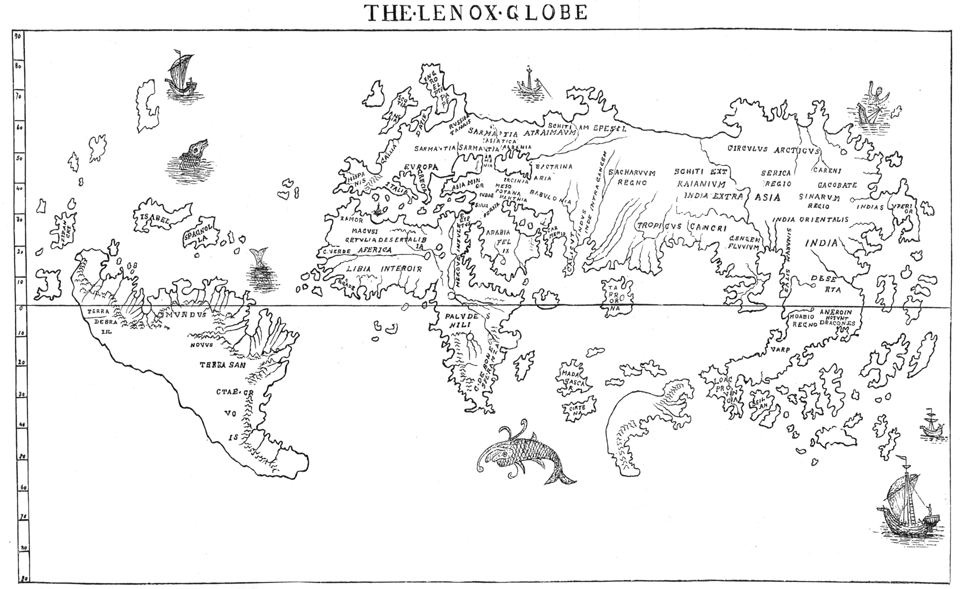
萊諾克斯地球儀，BF De Costa

亨利·史蒂文斯回憶起 1870 年與亨特一起用餐時看到的地球儀。亨特對地球儀持矛盾態度，他「為了一首歌」買下了地球儀，並允許自己的小孩們玩弄。史蒂文斯認識到其價值，並敦促亨特將其存放在他當時正在設計的萊諾克斯圖書館中。史蒂文斯還在美國國家大地測量局的前身海岸測量局工作的朱利葉斯·伊拉斯謨斯·希爾加德（Julius Erasmus Hilgard）協助下，借用地球儀來確定其年齡。 

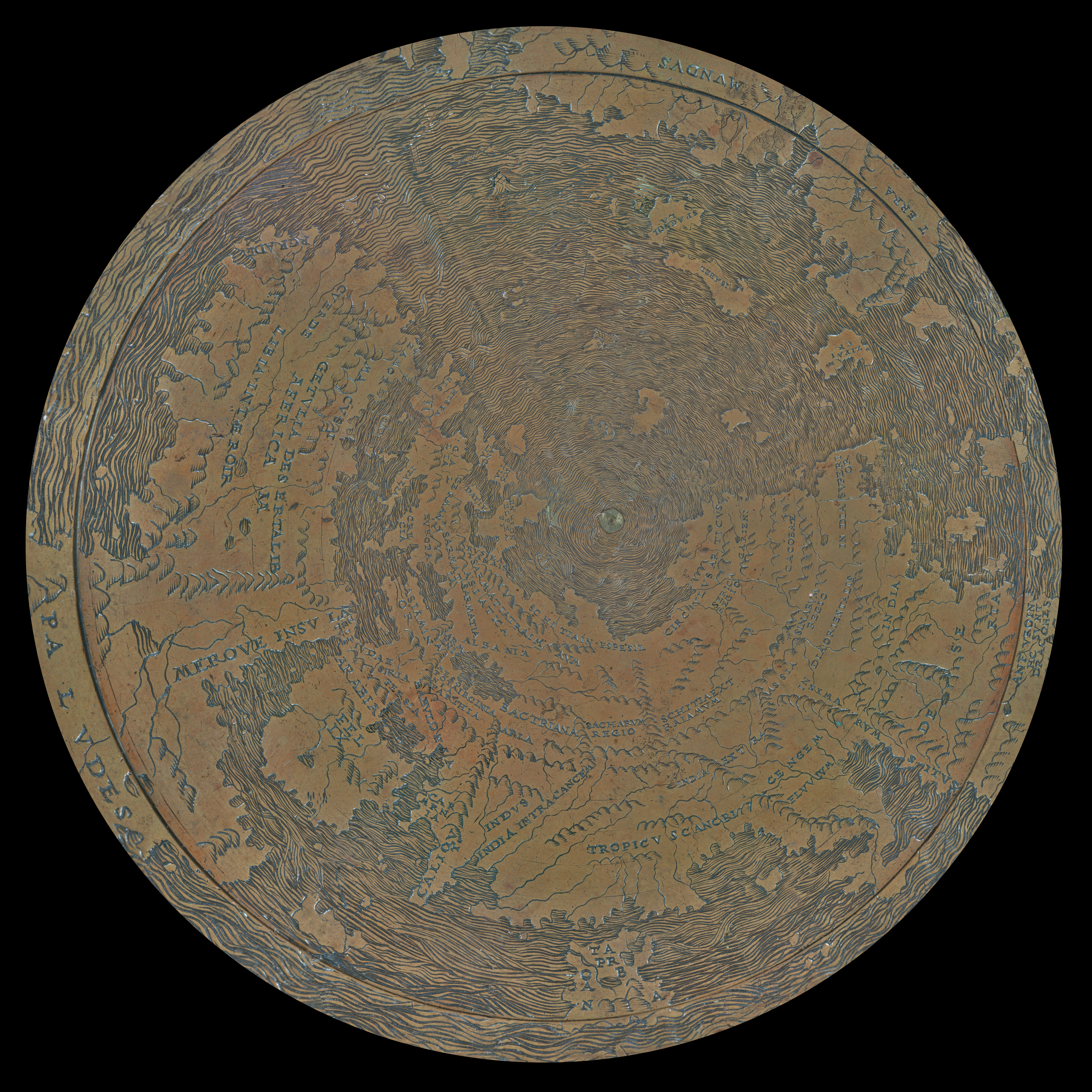
北半球
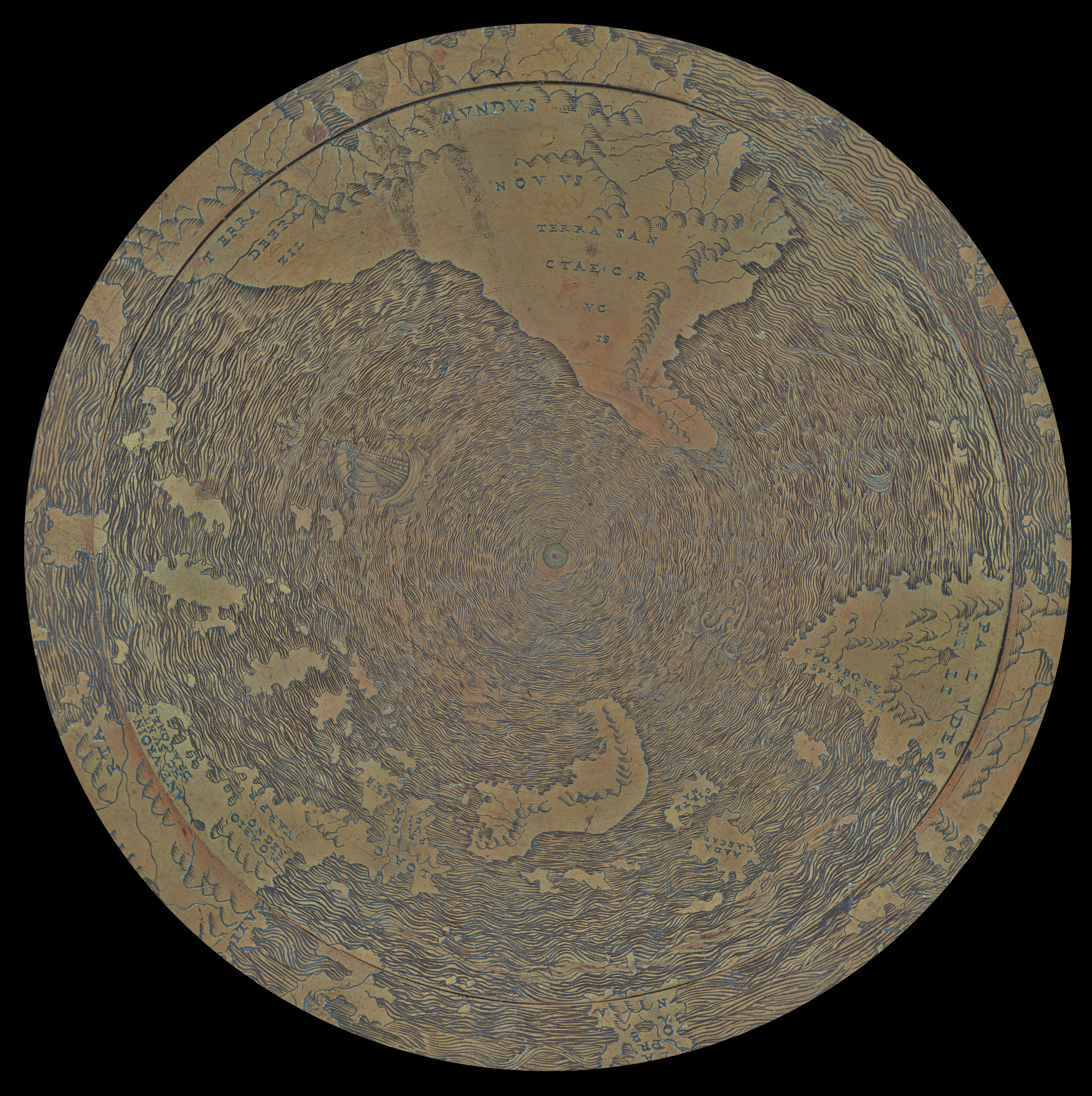
南半球

## 資料來源
- Missinne, Stefaan. . Cambridge: Cambridge Scholars Publishing. 2019  [2022-02-09]. ISBN 978-1-5275-2614-3. （原始内容存档于2021-11-19） （英语）.[predatory publisher]
- Missinne, Stefaan, The Da Vinci Globe, Cambridge Scholars Publishing, Newcastle upon Tyne, 2018, x + 282 p., 220 illustrations mostly in colour, 4 tables, 2 diagrams, 29 x 20.5 cm, soft cover, ISBN 978-1-5275-1134-7, op.cit. 46-60.[predatory publisher]

- RW Hill，The Lenox Globe，纽约公共图书馆公报，卷。 41，编号。 7，1937 年 7 月，页。 523–525。

## 外部連結
- Hunt-Lenox Globe （页面存档备份，存于）, 纽约公共图书馆的珍宝